# 이재트 오루지자대
이재트 미르재아가그즈 오루지자대 (오루조바)(아제르바이잔어: İzzət Mirzəağa qızı Oruczadə (Orucova), 러시아어: Иззет Мирза Ага кызы Оруджева 이제트 미르자 아가키지 오루제바[*], 1909년 9월 16일 ~ 1983년 4월 22일 아제르바이잔 SSR)는 아제르바이잔의 화학자, 배우이다. 레닌 훈장, 아제르바이잔 국가상 수상자로서 아제르바이잔 과학원에서 과학 기술 박사(1962년), 학술 위원(1964년), 교수(1972년)를 역임했다.

## 생애

### 화학자
이재트 오루지자대는 아제르바이잔 과학 - 연구 기름 정제 대학교에서 일했고 (1932-1959)  그 대학교에서 만든 기름 화학 과정 대학교의 실험실 사장 (1959-1967), 물리 화학 대학교의 사장 (1967-1971), 화학 대학교에서 기름 마드는 실험실에서 사장이 되었다. 핵심 연구는 생산량을 늘리고 윤활유의 품질을 향상시키는 데 중점을두고 있었다. 오루지자대는 새로운 기름 종류를 얻는 기술 개발하고 선택적 세척 및 소독 공정 개선하고 알킬 페놀 및 설포 네이트 형 신규 첨가제 개발에서 AzNİİ-5, AzNİİ-7, AzNİİ-8u, SB-3, SK-3, BFK 등 브랜드들의 첨가물 설계 및 제조에 밀접하게 관여했다.

### 배우
오루지자대는 또한 최초의 아제르바이잔 영화 배우 중 한 명이었다. 그는 《세빌(Sevil)》(1929)과 《알마즈(Almaz)》(1936)에서 아제르바이잔 여성의 서정적이고 활기찬 이미지를 만들 수있었다. 그는 레닌의 수령, 10월 혁명, 노동의 적 배너, 명예 훈장 및 다수의 메달을 수여 받았다.
오루지자대는 회고록에서 재패르 자바를르(Cəfər Cabbarlı) 감독의 "Sevil"에 대한 감독의 작업을 묘사한다. "자바를르는 매우 까다롭고 반복되는 장면을 반복해서 좋아하지 않는다고 주장합니다. 예를 들어 《세빌》의 스카프 에피소드는 반복적으로 삭제되었지만 여전히이 장면은 삭제되었습니다. 자바를르와 닮았다. 그는 언제나 손을 쳐서 "아니야, 그런 일은 일어나지 않았다. 담요를 던지면서 많은 인공물을 썼다. 처음부터 던져야 할 작업의 절정이다. 이 장면은 무지와 아름다움의 검은 커튼은 종기가 분노를 뿌리도록 한다.
마지막으로 영화 《세빌》이 완성되었습니다. 영화가 화면에 있다. 그날 나는 영화를 보러 어머니를 데려 갔다. 친척 대부분이 무대에 올랐다. 모두의 티켓은 자바를르가 구입했습니다. 같은 날, 많은 아제르바이잔 여성들이 그녀의 커튼을 영원히 받아 들였다. 그날 아버지의 아기 중 한 명이 내 어머니였다."
그 후 자바를르는 그의 작품을 바탕으로 《알마즈》의 각본을 쓴다. 그녀는 이전 영화에서 영화 제작에 필요한 경험을 축적했기 때문에 그녀의 열정과 열정으로 《알마즈》를 만들기 위해 노력하고 있다고 감독의 각본을 쓴다. 그것은 창조 팀 자체를 보완한다. 액터간에 역할을 분배한다. 다이아몬드 역할은 이전에 《세빌》에서 촬영 된 오루지자대에 의해 확인된다.

## 가족
오루지자대는 1935년 그의 이웃에서 살았던 뫼브쉼 이스마이을자대(Mövsüm İsmayılzadə)와 결혼했다. 그러나 1937년에 그들은 "인민의 적"의 우표로 뫼브쉼 이스마이을자대를 체포했다. 그가 체포 될 것이라고 느끼는 사람은 즉각 오루지자대를 떠날 것이었다. 오루지자대와 아들 이을마즈(Yılmaz)는 유배의 위협으로부터 구원 받았다.

## 작품들
1. 윤활제, B., 1949;
2. İssledovanie zahitnoy sposobnosti nekotorıx protivoiznosnıx prisadok, «Zahita metallov», 1976, №3;
3. İssledovanie povedenie masel s razliçnımi kompozisiyami prisadok vo vlacnoy srede, Trudı İnstituta ximii prisadok AN Azerb.SSR, 1980, №6

## 이름 및 상품
1. 닥터 기술 과학 (1962)
2. 교수 (1962)
3. 아제르바이잔의 명예 과학 기술자 (1964)
4. 아제르바이잔 국가 우수상 수상자 (1970)
5. 아제르바이잔 국가 우수상 교사 (1970)
6. 명예 훈장.
7. 빨간 노동 깃발 포상
8. 레닌 상
9. 10월 혁명 상

## 영화
1. Abbas Mirzə Şərifzadə (영화)(단편 다큐멘터리)(Aztv)(("Sevil" 영화))
2. Ağasadıq Gəraybəyli (영화 1974)
3. Almaz (영화 1936)(전 기능 장편 영화)-역할: Almaz
4. Bizim qadınlar (영화 1965)
5. İşıqlı yol (영화 1974)
6. İsmət (영화 1934) (전 기능 장편 영화)
7. Lətif (영화 1930) (전 기능 장편 영화)
8. Məhəbbət oyunu (영화, 1935) (전 기능 장편 영화)
9. Sevil (영화 1929) (전 기능 장편 영화)
10. Solmaz bir bahar kimi (영화, 1979)